# China Open 2006 - Qualificazioni doppio femminile
Le qualificazioni del doppio femminile del China Open 2006 sono state un torneo di tennis preliminare per accedere alla fase finale della manifestazione. I vincitori dell'ultimo turno sono entrati di diritto nel tabellone principale. In caso di ritiro di uno o più giocatori aventi diritto a questi sono subentrati i lucky loser, ossia i giocatori che hanno perso nell'ultimo turno ma che avevano una classifica più alta rispetto agli altri partecipanti che avevano comunque perso nel turno finale.
Le qualificazioni del doppio del torneo China Open 2006 prevedevano 4 coppie partecipanti di cui una è entrata nel tabellone principale.

## Teste di serie
1. Chin-Wei Chan /  Aiko Nakamura (primo turno)

1. Yan-Chong Chen /  Wan-Ting Liu (ultimo turno)

## Tabellone

### Legenda
| - Q = Qualificato - WC = Wild card - LL = Lucky loser | - ALT = Alternate - SE = Special Exempt - PR = Protected Ranking | - w/o = Walkover - r = Ritirato - d = Squalificato |

|  | Primo turno | Primo turno                 | Primo turno                 | Primo turno                 | Primo turno |  |  | Ultimo turno | Ultimo turno                | Ultimo turno                | Ultimo turno | Ultimo turno |  |
|  |             |                             |                             |                             |             |  |  |              |                             |                             |              |              |  |
|  |             | Chun-Mei Ji Sheng-Nan Sun   | Chun-Mei Ji Sheng-Nan Sun   | Chun-Mei Ji Sheng-Nan Sun   | 8           |  |  |              |                             |                             |              |              |  |
|  | 1           | Chin-Wei Chan Aiko Nakamura | Chin-Wei Chan Aiko Nakamura | Chin-Wei Chan Aiko Nakamura | 6           |  |  |              | Chun-Mei Ji Sheng-Nan Sun   | Chun-Mei Ji Sheng-Nan Sun   | 7            | 7            |  |
|  | 2           | Yan-Chong Chen Wan-Ting Liu | Yan-Chong Chen Wan-Ting Liu | Yan-Chong Chen Wan-Ting Liu | 8           |  |  | 2            | Yan-Chong Chen Wan-Ting Liu | Yan-Chong Chen Wan-Ting Liu | 64           | 64           |  |
|  |             | Jing Ren Shuai Zhang        | Jing Ren Shuai Zhang        | Jing Ren Shuai Zhang        | 2           |  |  |              |                             |                             |              |              |  |